# Volkswagen Passat
La Volkswagen Passat (traducibile in italiano aliseo) è un'autovettura appartenente al segmento D (medie - mittelklasse) prodotta dalla casa automobilistica tedesca Volkswagen a partire dal 1973.
Dopo il tentativo di proporre la trazione anteriore con la K 70 (un ex progetto della NSU, nel frattempo assorbita da VW), la casa di Wolfsburg provò con una nuova berlina media derivata, meccanicamente, dall'Audi 80.
Disegnata da Giorgetto Giugiaro per Italdesign, la Passat era caratterizzata da una linea a due volumi fastback, che in tempi successivi avrebbe adottato il portellone posteriore, che le donava una collocazione di mercato diversa rispetto alla 80 (che era una classica tre volumi). Comune alla media Audi, invece, la meccanica, con trazione anteriore, motore anteriore longitudinale, sospensioni anteriori MacPherson e retrotreno a ruote interconnesse.
Assieme alla Golf, costituisce il modello di maggior rilievo della Volkswagen in Germania e in Europa.

## Storia

### Prima generazione (B1, 1973-1981)
La versione originale (B1) derivava dall'Audi 80 presentata nell'autunno 1972 e venne introdotta sul mercato in versione berlina nella primavera del 1973. Con motori raffreddati ad acqua e trazione anteriore, il veicolo si differenziava sostanzialmente dalle precedenti VW 1500/1600, che avevano motori raffreddati ad aria e trazione posteriore. All'inizio del 1974, la VW introdusse una versione station wagon della Passat chiamata Variant.

### Seconda generazione (B2, 1981-1988)
La Passat di seconda generazione fu lanciata alla fine del 1980. La piattaforma, denominata B2, era ancora una volta basata sulla coeva Audi 80, che era stata lanciata nel 1978. La Passat B2 era leggermente più lunga rispetto alla vecchia serie. Oltre alle berline e station wagon/wagon, c'era anche una berlina a quattro porte a tre volumi, che fino al restyling del 1985 era venduta come Volkswagen Santana in Europa. Negli Stati Uniti, la Passat venne venduta come Volkswagen Quantum ed era disponibile in versione hatchback a tre porte, berlina a quattro porte e station wagon. Per la prima volta venne introdotta una versione a quattro ruote motrici denominata Syncro nell'ottobre 1984.

### Terza generazione (B3, 1988-1993)
La terza generazione venne introdotta nel marzo 1988 ed era caratterizzata dalla mancanza di una griglia di raffreddamento anteriore, che nel design ricordava le vecchie Volkswagen con motore posteriore, come la 411. La differenza più importante era però strutturale, in quanto la posizione del motore diventava trasversale, come sulla Golf, sul pianale della quale la nuova Passat era concepita, con le dovute modifiche e differenziazioni. 

### Quarta generazione (B4, 1993-1997)
La B3 venne pesantemente modificata nel 1993, venendo designata come B4; non era un modello completamente nuovo, ma bensì si trattava di un corposo restyling con inediti pannelli della carrozzeria esterni ad eccezione del tetto, con il cambiamento più evidente che era costituito dalla griglia simile ad altri modelli Volkswagen della stessa epoca, come la Golf 3 e la Jetta.

### Quinta generazione (B5, 1996-2005)
La Passat B5 venne lanciata nel febbraio 1997 e condivideva la piattaforma PL45 con l'Audi A4 "Typ 8D" di prima generazione.

### Sesta generazione (B6, 2005-2010)
La B6 debuttò al Salone di Ginevra nel marzo 2005. A differenza della precedente generazione, la B6 non condivideva più la piattaforma con l'Audi A4, ma era basata su una versione modificata della piattaforma PQ35 (PQ46) della Golf 5.

### Settima generazione (B7, 2010-2014)
La B7 venne presentata al Salone di Parigi nel settembre 2010. Sebbene designata "B7" non era un modello completamente nuovo, ma bensì un profondo restyling con nuovi pannelli della carrozzeria esterni ad eccezione del tetto. Le dimensioni complessive di altezza e larghezza rimasero invariate rispetto alla B6, mentre la lunghezza aumentò di 4 mm. 

### Ottava generazione (B8, 2014-2023)
L'ottava generazione della Passat venne introdotto nel novembre 2014, sia in versione berlina a quattro porte che station wagon. Come per altri veicoli del gruppo Volkswagen tra cui la Volkswagen Golf 7, si basava su una variante allungata e modificata della piattaforma MQB.

### Nona generazione (B9, dal 2023)
La nona generazione della Passat è stata presentata ufficialmente ad agosto 2023. Basata sulla piattaforma Volkswagen MQB Evo, già impiegata da per altri modelli della casa tra cui la Volkswagen Golf VIII e la Tiguan di terza generazione, rispetto alla precedente generazione è disponibile solo in versione familiare e non più anche nella berlina a tre volumi.

## Galleria d'immagini
| Sigla       | Fronte | Retro | Periodo produzione |
| ----------- | ------ | ----- | ------------------ |
| Passat I    |        |       | 1973-1981          |
| Passat II   |        |       | 1981-1988          |
| Passat III  |        |       | 1988-1993          |
| Passat IV   |        |       | 1993-1997          |
| Passat V    |        |       | 1996-2005          |
| Passat VI   |        |       | 2005-2010          |
| Passat VII  |        |       | 2010-2014          |
| Passat VIII |        |       | 2014-2023          |
| Passat IX   |        |       | dal 2023           |

## Passat NMS (dal 2011)

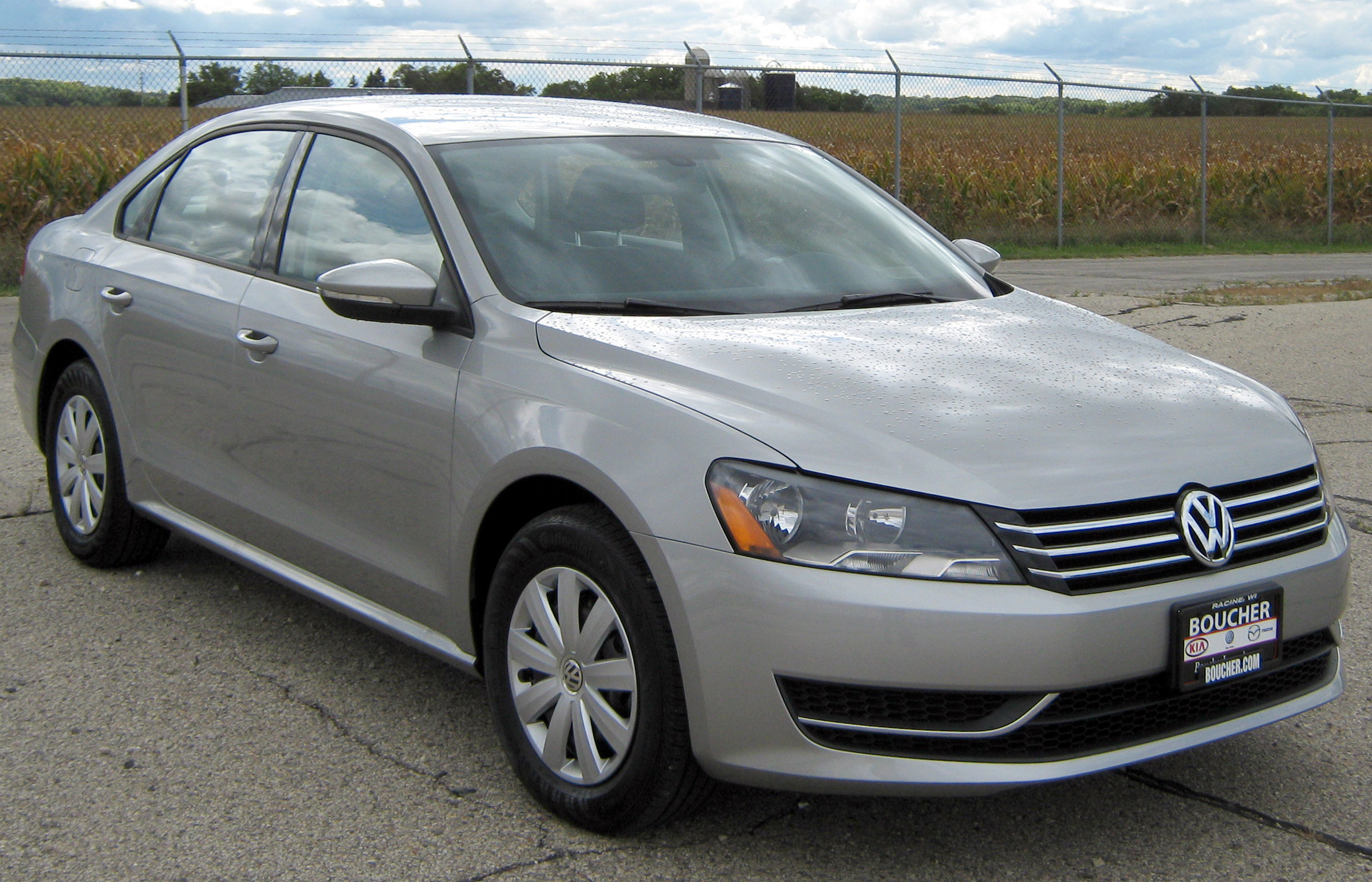
Volkwsagen Passat NMS

Dal 2011 viene venduta, in Nord America, una nuova versione della Passat. Denominata NMS, è una versione allungata della Passat B6/B7 venduta sul mercato europeo, con un giro porta e dettagli minori, esterni e interni, diversi.
Questa versione della Passat è venduta in Nord America, dove sostituisce la Passat B6, Cina, dove affianca la Magotan B7 prima e B8 dopo, e Medio Oriente, e anche lì sostituisce la Passat B6.

## Passat CC

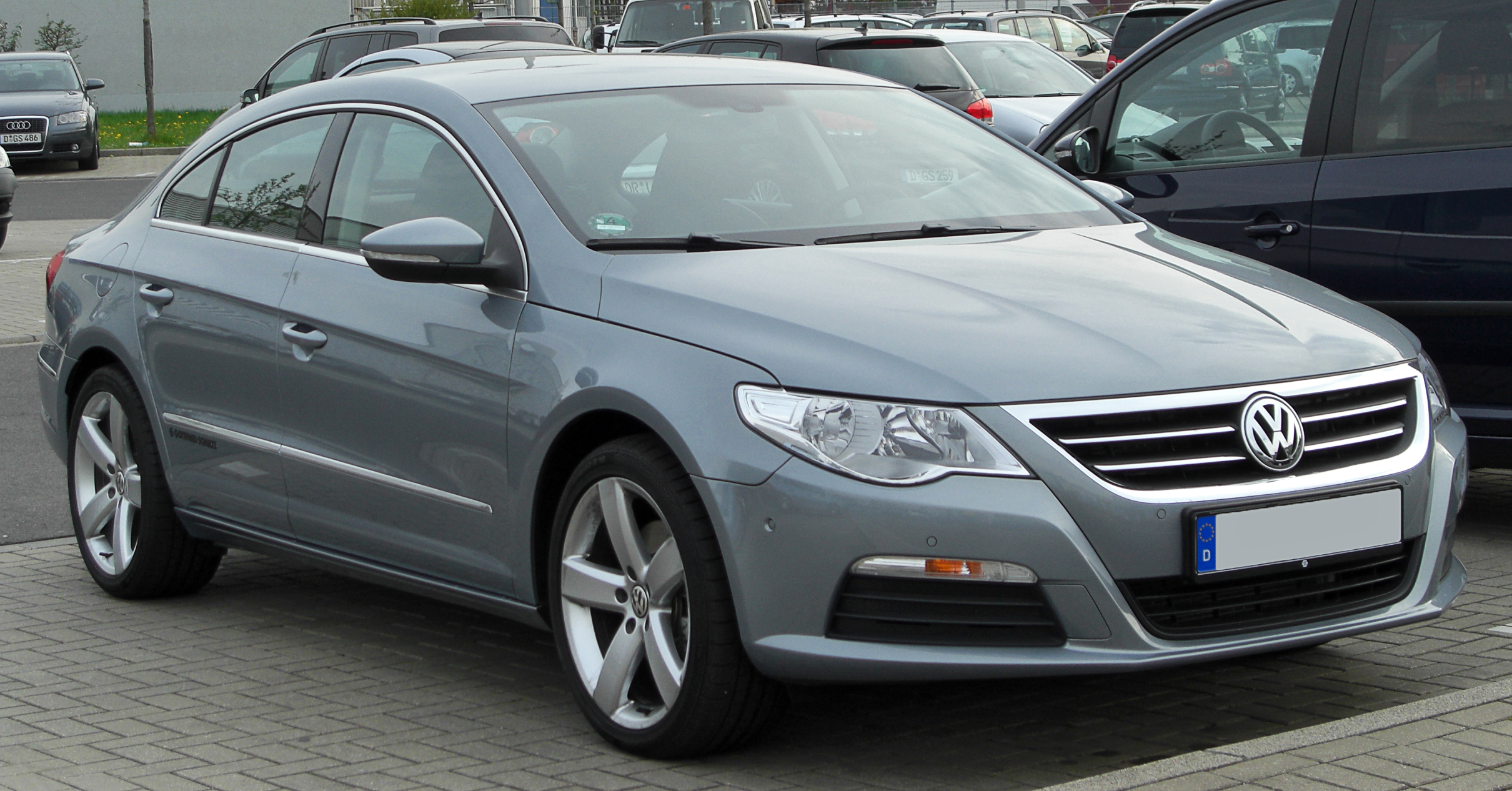
Una Volkswagen Passat CC

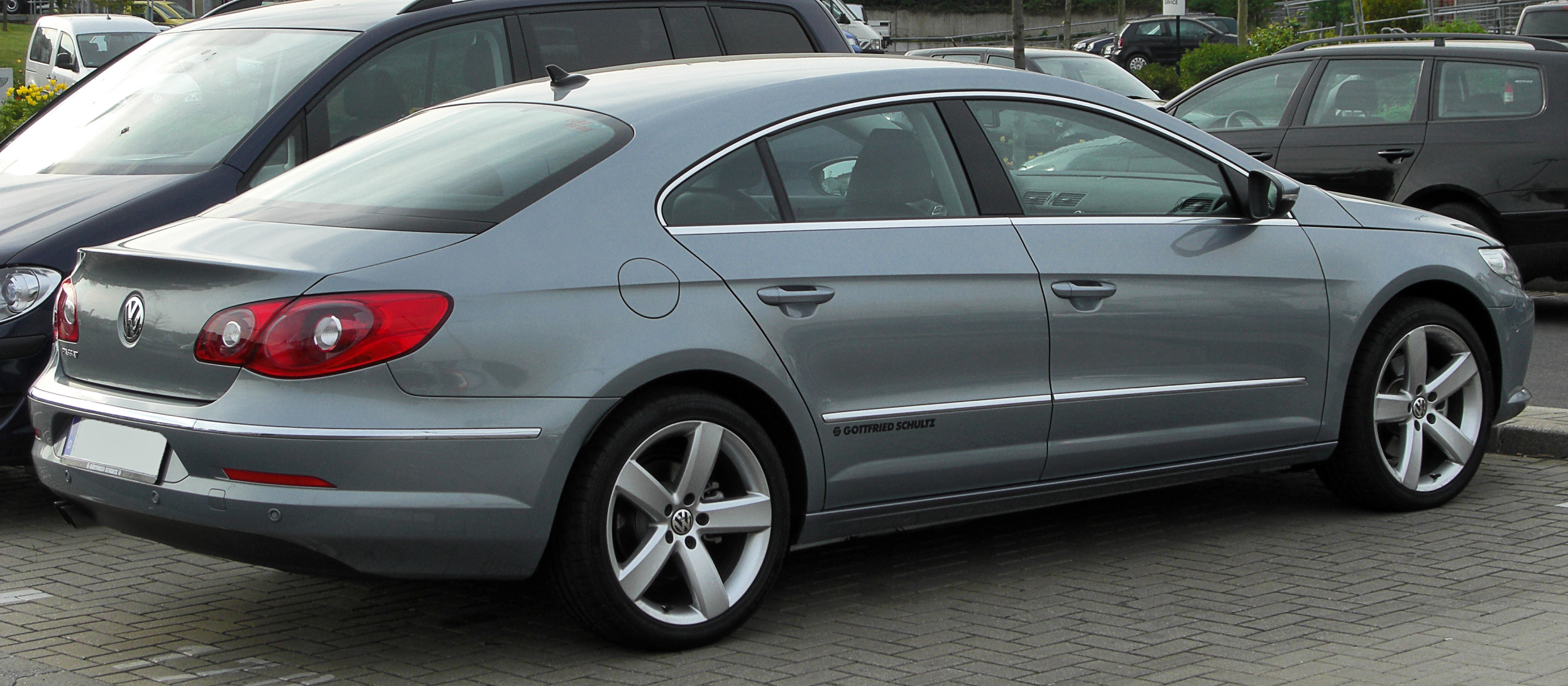
posteriore della Passat CC

La Passat CC (Comfort-Coupé), dal 2012 denominata semplicemente CC, è stata un vero e proprio modello a parte; si trattava di una grossa coupé a 4 porte di fascia alta, più lunga, più bassa e più larga della Passat, che si collocava sopra la Passat e la cui produzione è incominciata nel 2008; alla fine del 2011 ha subito un restyling. È dotata di motori sia a benzina sia a gasolio. Tutti i motori sono omologati Euro 5 e presentano cambi meccanici a 6 rapporti o automatici DSG a 6 (per le Diesel) o 7 marce (per le versioni a benzina).
Anche la CC può montare motori Diesel BlueMotion, la nuova configurazione a basso impatto ambientale dei motori Volkswagen.

### Motorizzazioni
| Modello             | Disponibilità        | Motore  | Cilindrata (cm³) | Potenza         | Coppia massima (Nm) | Emissioni CO2 (g/km) | 0–100 km/h (secondi) | Velocità max (km/h) | Consumo medio (km/l) |
| 1.8 TSI             | dall'esordio         | Benzina | 1798             | 118 kW (160 CV) | 250                 | 165                  | 8,5                  | 223                 | 13,5                 |
| 2.0 16V TSI         | dall'esordio al 2011 | Benzina | 1984             | 147 kW (200 CV) | 280                 | 199                  | 7,8                  | 232                 | 11,1                 |
| 3.6 V6 FSI          | dall'esordio         | Benzina | 3597             | 220 kW (299 CV) | 350                 | 242                  | 5,6                  | 250                 | 9,2                  |
| 2.0 TDI DPF         | dall'esordio         | Diesel  | 1968             | 103 kW (140 CV) | 320                 | 146                  | 9,8                  | 213                 | 17,2                 |
| 2.0 TDI DPF BlueTDI | dal 2009 al 2010     | Diesel  | 1968             | 105 kW (143 CV) | 320                 | 139                  | 9,9                  | 214                 | 18,0                 |
| 2.0 TDI 170 CV DPF  | dall'esordio         | Diesel  | 1968             | 125 kW (170 CV) | 350                 | 146                  | 8,6                  | 227                 | 17,0                 |

## Le Passat nel mondo

### Brasile

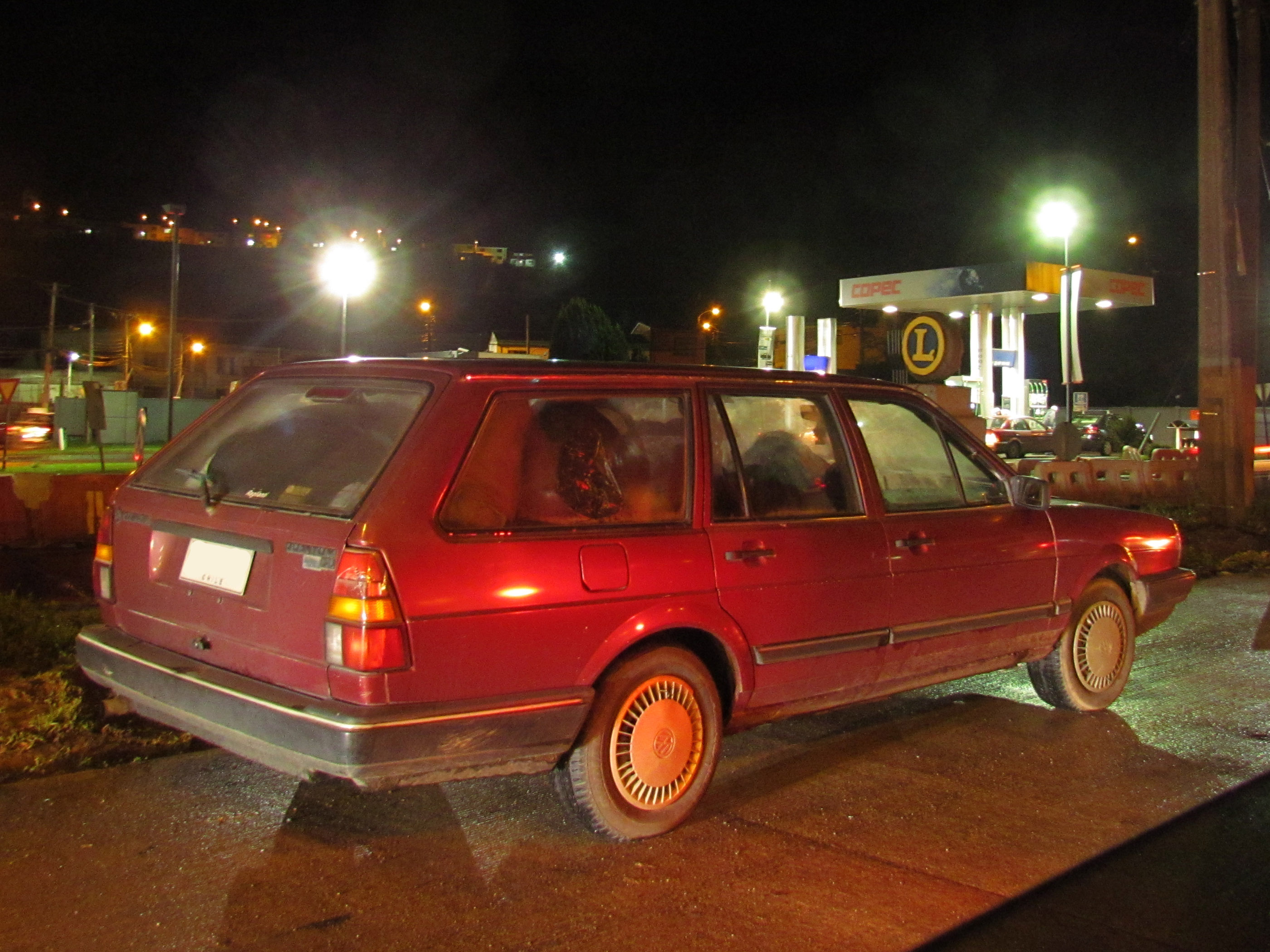
Una Volkswagen Santana Quantum

La produzione della seconda generazione della Passat per il Brasile ebbe inizio a giugno del 1984 ed era commercializzata come Santana; era venduta inizialmente come berlina a due e quattro porte; una versione station wagon, battezzata Quantum, fu introdotta a luglio del 1985.

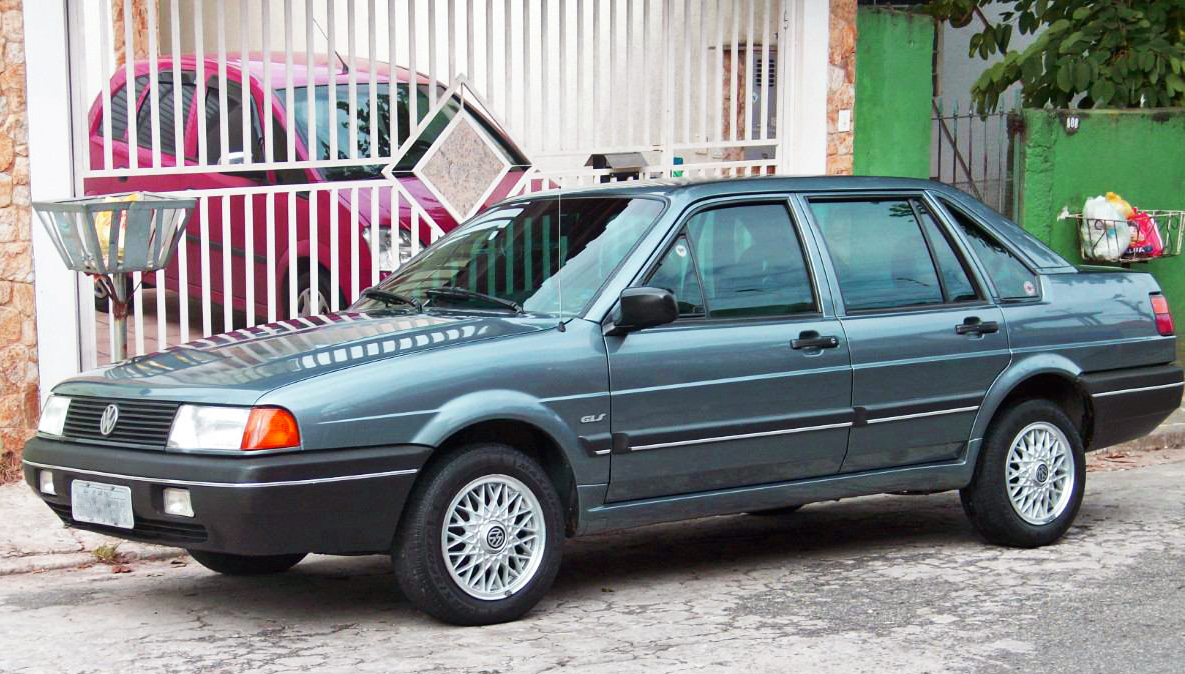
Santana 2000 brasiliana

A spingere la Santana e la Quantum c'era un 1,8 litri a benzina ed etanolo; questa stessa gamma di motori fu ampliata nel 1989 con l'aggiunta del 2 litri a benzina ed etanolo. Si chiamavano Santana 2000 e Quantum 2000.
Nel 1987 Volkswagen do Brasil si è messa in società con la Ford do Brasil dell'epoca, creando la joint-venture Autolatina.
Contemporaneamente si decise di non costruire la Passat terza serie, ma di aggiornare la seconda serie con un restyling. Cambiando alcune parti della carrozzeria, la "nuova" Passat si rassomigliava alla Passat che fu presentata in Germania come "Terza serie".
Con l'Autolatina, questa nuova Santana era anche commercializzata come Ford Versailles in Brasile e come Ford Galaxy (da non confondere con l'omonima monovolume importata in Europa dal 1995, sempre creatasi tramite una joint-venture con Ford terminata nel 2006) in Argentina.
La Santana brasiliana è stata ritirata dal mercato nel 2005.
| | | | | | |
| Configurazione | | | | | |
| Carrozzeria: berlina 4 porte | Carrozzeria: berlina 4 porte | Posizione motore: anteriore longitudinale | Posizione motore: anteriore longitudinale | Trazione: anteriore | Trazione: anteriore |
| Dimensioni e pesi | | | | | |
| Ingombri (lungh.×largh.×alt. in mm): 4537 × 1695 × 1402                                                                               | Ingombri (lungh.×largh.×alt. in mm): 4537 × 1695 × 1402 | Ingombri (lungh.×largh.×alt. in mm): 4537 × 1695 × 1402 | Ingombri (lungh.×largh.×alt. in mm): 4537 × 1695 × 1402 | Diametro minimo sterzata: 10,60 m verso destra; 11,25 verso sinistra m | Diametro minimo sterzata: 10,60 m verso destra; 11,25 verso sinistra m |
| Interasse: 2550 mm | Interasse: 2550 mm | Carreggiate: anteriore 1414 - posteriore 1422 mm | Carreggiate: anteriore 1414 - posteriore 1422 mm | Altezza minima da terra: 145 mm | Altezza minima da terra: 145 mm |
| Posti totali: 5 | Posti totali: 5 | Bagagliaio: | Bagagliaio: | Serbatoio: 75 litri | Serbatoio: 75 litri |
| Masse | a vuoto: 1071 kg | a vuoto: 1071 kg | a vuoto: 1071 kg | a vuoto: 1071 kg | a vuoto: 1071 kg |
| Meccanica | | | | | |
| Tipo motore: 4 cilindri in linea 4 tempi                                                                                              | Tipo motore: 4 cilindri in linea 4 tempi | Tipo motore: 4 cilindri in linea 4 tempi | Cilindrata: 1781 cm³ | Cilindrata: 1781 cm³ | Cilindrata: 1781 cm³ |
| Distribuzione: monoalbero | Distribuzione: monoalbero | Distribuzione: monoalbero | Alimentazione: un carburatore doppio corpo; alimentazione ad alcool | Alimentazione: un carburatore doppio corpo; alimentazione ad alcool | Alimentazione: un carburatore doppio corpo; alimentazione ad alcool |
| Prestazioni motore | Potenza: 92,4 CV ABNT (68 kW) a 5.000 giri/min / Coppia: 14,9 kgm ABNT (146,1 Nm) a 2.600 giri/min | Potenza: 92,4 CV ABNT (68 kW) a 5.000 giri/min / Coppia: 14,9 kgm ABNT (146,1 Nm) a 2.600 giri/min | Potenza: 92,4 CV ABNT (68 kW) a 5.000 giri/min / Coppia: 14,9 kgm ABNT (146,1 Nm) a 2.600 giri/min | Potenza: 92,4 CV ABNT (68 kW) a 5.000 giri/min / Coppia: 14,9 kgm ABNT (146,1 Nm) a 2.600 giri/min | Potenza: 92,4 CV ABNT (68 kW) a 5.000 giri/min / Coppia: 14,9 kgm ABNT (146,1 Nm) a 2.600 giri/min |
| Frizione: monodisco a secco ad azionamento meccanico                                                                                  | Frizione: monodisco a secco ad azionamento meccanico | Frizione: monodisco a secco ad azionamento meccanico | Cambio: 5 marce sincronizzate + retromarcia, comando a leva | Cambio: 5 marce sincronizzate + retromarcia, comando a leva | Cambio: 5 marce sincronizzate + retromarcia, comando a leva |
| Telaio | | | | | |
| Corpo vettura | monoscocca | monoscocca | monoscocca | monoscocca | monoscocca |
| Sterzo | meccanico a pignone e cremagliera | meccanico a pignone e cremagliera | meccanico a pignone e cremagliera | meccanico a pignone e cremagliera | meccanico a pignone e cremagliera |
| Sospensioni | anteriori: a ruote indipendenti McPherson con bracci triangolari inferiori, molle elicoidali e ammortizzatori telescopici coassiali / posteriori: semi-indipendenti con bracci longitudinali tubolari, molle elicoidali e ammortizzatori telescopici coassiali | anteriori: a ruote indipendenti McPherson con bracci triangolari inferiori, molle elicoidali e ammortizzatori telescopici coassiali / posteriori: semi-indipendenti con bracci longitudinali tubolari, molle elicoidali e ammortizzatori telescopici coassiali | anteriori: a ruote indipendenti McPherson con bracci triangolari inferiori, molle elicoidali e ammortizzatori telescopici coassiali / posteriori: semi-indipendenti con bracci longitudinali tubolari, molle elicoidali e ammortizzatori telescopici coassiali | anteriori: a ruote indipendenti McPherson con bracci triangolari inferiori, molle elicoidali e ammortizzatori telescopici coassiali / posteriori: semi-indipendenti con bracci longitudinali tubolari, molle elicoidali e ammortizzatori telescopici coassiali | anteriori: a ruote indipendenti McPherson con bracci triangolari inferiori, molle elicoidali e ammortizzatori telescopici coassiali / posteriori: semi-indipendenti con bracci longitudinali tubolari, molle elicoidali e ammortizzatori telescopici coassiali |
| Freni | anteriori: a disco ad azionamento idraulico / posteriori: a tamburo ad azionamento idraulico e servofreno | anteriori: a disco ad azionamento idraulico / posteriori: a tamburo ad azionamento idraulico e servofreno | anteriori: a disco ad azionamento idraulico / posteriori: a tamburo ad azionamento idraulico e servofreno | anteriori: a disco ad azionamento idraulico / posteriori: a tamburo ad azionamento idraulico e servofreno | anteriori: a disco ad azionamento idraulico / posteriori: a tamburo ad azionamento idraulico e servofreno |
| Pneumatici | 185/70 SR 13 radiali / Cerchi: 5.50-13" | 185/70 SR 13 radiali / Cerchi: 5.50-13" | 185/70 SR 13 radiali / Cerchi: 5.50-13" | 185/70 SR 13 radiali / Cerchi: 5.50-13" | 185/70 SR 13 radiali / Cerchi: 5.50-13" |
| Prestazioni dichiarate | | | | | |
| Velocità: 164,383 km/h | Velocità: 164,383 km/h | Velocità: 164,383 km/h | Accelerazione: 0-100 km/h in 14,59 s | Accelerazione: 0-100 km/h in 14,59 s | Accelerazione: 0-100 km/h in 14,59 s |
| Consumi | urbano: 6,92 km/L; su strada a 80 km/h a vuoto: 12,24 km/L; su strada a 80 km/h a pieno carico: 11,19 km/L | urbano: 6,92 km/L; su strada a 80 km/h a vuoto: 12,24 km/L; su strada a 80 km/h a pieno carico: 11,19 km/L | urbano: 6,92 km/L; su strada a 80 km/h a vuoto: 12,24 km/L; su strada a 80 km/h a pieno carico: 11,19 km/L | urbano: 6,92 km/L; su strada a 80 km/h a vuoto: 12,24 km/L; su strada a 80 km/h a pieno carico: 11,19 km/L | urbano: 6,92 km/L; su strada a 80 km/h a vuoto: 12,24 km/L; su strada a 80 km/h a pieno carico: 11,19 km/L |
| Altro | | | | | |
| Note | velocità, accelerazione e consumo rilevati strumentalmente | velocità, accelerazione e consumo rilevati strumentalmente | velocità, accelerazione e consumo rilevati strumentalmente | velocità, accelerazione e consumo rilevati strumentalmente | velocità, accelerazione e consumo rilevati strumentalmente |
| Fonte dei dati: Claudio Carsughi, A técnica e o luxo postos a prova, Quatro Rodas febbraio 1985, Editora Abril, San Paolo del Brasile | | | | | |

### Messico (Corsar, 1984-1988)
La Santana berlina quattro porte è stata introdotta nel mercato messicano a febbraio del 1984 come Corsar CD. Era assemblata in loco con la maggior parte dei pezzi provenienti direttamente dalla Germania. L'unico motore disponibile sulla Corsar era il 1,8 litri da 85  CV a carburatori. Nel 1984 e nel 1985 la Corsar CD aveva solo un allestimento disponibile: cerchioni in alluminio da 13”, pneumatici 185/70 R13, interni monocromatici (nel 1984 era grigio e nel 1985 grigio o blu), quattro poggiatesta, radio AM/FM con quattro casse con lettore cassette, tachimetro e servosterzo. Era venduta con un cambio manuale a quattro rapporti o automatico a tre velocità. L'unico optional era l'aria condizionata. I colori nel 1984 erano: rosso (Mars Red), bianco (Alpine White), verde metallizzato (Jade Green Metallic), argento metallizzato (Cosmos Silver Metallic) e grafite (Graphite Metallic). La carrozzeria era quella della Quantum GL americana.

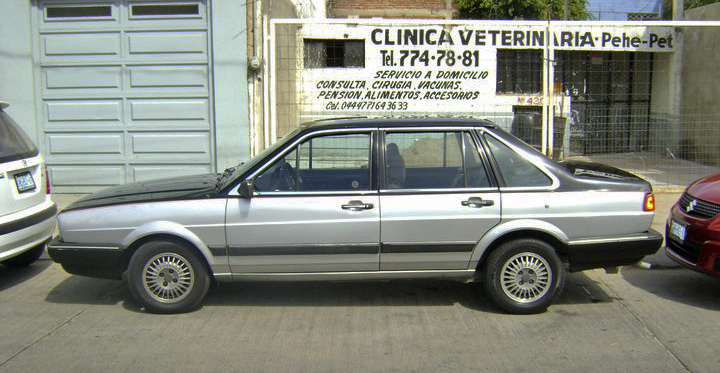
Una Volkswagen Corsar con carrozzeria nero-argento

Nel modello del 1986, la Corsar CD fu commercializzata con nuovi colori, interni e la carrozzeria della berlina quattro porte europea del 1985. Un nuovo cambio manuale a cinque rapporti rimpiazzò il vecchio cambio a quattro velocità. La Corsar aveva nuovi optional disponibile come alzacristalli elettrici, chiusura centralizzata e interni in pelle nera. A marzo del 1986 la familiare, conosciuta come Corsar Variant (Quantum Wagon negli USA, Quantum in Brasile e Passat Variant in Europa), è stata introdotta condividendo gli stessi allestimenti e gli stessi motori con la berlina Corsar CD. Nel 1987 i cerchioni in alluminio diventarono un optional e le ruote di serie erano in ferro con copricerchioni in plastica. La Corsar restò immutata fino al 1988. A metà anno venne introdotta un'edizione limitata con carrozzeria bicolore (nero e argento), interni in pelle nera e il massimo degli equipaggiamenti; l'edizione limitata era sia in configurazione CD sia Variant. La Corsar è stata rimossa dal mercato messicano alla fine del 1988, dato che la produzione germanica si fermò (e la maggior parte delle parti provenivano dalla Germania) e la Volkswagen richiese la linea per produrre la Golf/Jetta per gli USA e per il Canada. La Corsar in Messico è tuttora ricordata e la sua reputazione era eccellente.
|                                                                                               | | | | | |
| Configurazione                                                                                | | | | | |
| Carrozzeria: station wagon 5 porte                                                            | Carrozzeria: station wagon 5 porte | Posizione motore: anteriore longitudinale | Posizione motore: anteriore longitudinale | Trazione: anteriore | Trazione: anteriore |
| Dimensioni e pesi                                                                             | | | | | |
| Ingombri (lungh.×largh.×alt. in mm): 4578 (4545) × 1690 (1695) × 1399 (1465)                  | Ingombri (lungh.×largh.×alt. in mm): 4578 (4545) × 1690 (1695) × 1399 (1465) | Ingombri (lungh.×largh.×alt. in mm): 4578 (4545) × 1690 (1695) × 1399 (1465) | Ingombri (lungh.×largh.×alt. in mm): 4578 (4545) × 1690 (1695) × 1399 (1465) | Diametro minimo sterzata: | Diametro minimo sterzata: |
| Interasse: 2549 mm                                                                            | Interasse: 2549 mm | Carreggiate: anteriore ? - posteriore ? mm | Carreggiate: anteriore ? - posteriore ? mm | Altezza minima da terra: 125 mm | Altezza minima da terra: 125 mm |
| Posti totali: 5                                                                               | Posti totali: 5 | Bagagliaio: 440 litri (da 560 a 1831 litri) | Bagagliaio: 440 litri (da 560 a 1831 litri) | Serbatoio: 60 litri | Serbatoio: 60 litri |
| Masse                                                                                         | a vuoto: 985 (1005) kg / in ordine di marcia: 1460 (1520) kg / rimorchiabile: 1200 kg                                                                                                  | a vuoto: 985 (1005) kg / in ordine di marcia: 1460 (1520) kg / rimorchiabile: 1200 kg                                                                                                  | a vuoto: 985 (1005) kg / in ordine di marcia: 1460 (1520) kg / rimorchiabile: 1200 kg                                                                                                  | a vuoto: 985 (1005) kg / in ordine di marcia: 1460 (1520) kg / rimorchiabile: 1200 kg                                                                                                  | a vuoto: 985 (1005) kg / in ordine di marcia: 1460 (1520) kg / rimorchiabile: 1200 kg                                                                                                  |
| Meccanica                                                                                     | | | | | |
| Tipo motore: 4 cilindri in linea 4 tempi                                                      | Tipo motore: 4 cilindri in linea 4 tempi | Tipo motore: 4 cilindri in linea 4 tempi | Cilindrata: 1780 cm³ | Cilindrata: 1780 cm³ | Cilindrata: 1780 cm³ |
| Distribuzione: monoalbero                                                                     | Distribuzione: monoalbero | Distribuzione: monoalbero | Alimentazione: un carburatore monocorpo verticale | Alimentazione: un carburatore monocorpo verticale | Alimentazione: un carburatore monocorpo verticale |
| Prestazioni motore                                                                            | Potenza: 88 CV DIN (65 kW) a 5.450 giri/min / Coppia: 14 kgm DIN (137 Nm) a 3.600 giri/min                                                                                             | Potenza: 88 CV DIN (65 kW) a 5.450 giri/min / Coppia: 14 kgm DIN (137 Nm) a 3.600 giri/min                                                                                             | Potenza: 88 CV DIN (65 kW) a 5.450 giri/min / Coppia: 14 kgm DIN (137 Nm) a 3.600 giri/min                                                                                             | Potenza: 88 CV DIN (65 kW) a 5.450 giri/min / Coppia: 14 kgm DIN (137 Nm) a 3.600 giri/min                                                                                             | Potenza: 88 CV DIN (65 kW) a 5.450 giri/min / Coppia: 14 kgm DIN (137 Nm) a 3.600 giri/min                                                                                             |
| Accensione: elettronica                                                                       | Accensione: elettronica | Accensione: elettronica | Impianto elettrico: a 12V | Impianto elettrico: a 12V | Impianto elettrico: a 12V |
| Frizione: monodisco a secco ad azionamento meccanico                                          | Frizione: monodisco a secco ad azionamento meccanico | Frizione: monodisco a secco ad azionamento meccanico | Cambio: 5 marce sincronizzate + retromarcia, comando a leva | Cambio: 5 marce sincronizzate + retromarcia, comando a leva | Cambio: 5 marce sincronizzate + retromarcia, comando a leva |
| Telaio                                                                                        | | | | | |
| Corpo vettura                                                                                 | monoscocca | monoscocca | monoscocca | monoscocca | monoscocca |
| Sterzo                                                                                        | a cremagliera con servocomando | a cremagliera con servocomando | a cremagliera con servocomando | a cremagliera con servocomando | a cremagliera con servocomando |
| Sospensioni                                                                                   | anteriori: a ruote indipendenti McPherson e barra stabilizzatrice / posteriori: a ruote indipendenti con bracci longitudinali, molle elicoidali e ammortizzatori telescopici coassiali | anteriori: a ruote indipendenti McPherson e barra stabilizzatrice / posteriori: a ruote indipendenti con bracci longitudinali, molle elicoidali e ammortizzatori telescopici coassiali | anteriori: a ruote indipendenti McPherson e barra stabilizzatrice / posteriori: a ruote indipendenti con bracci longitudinali, molle elicoidali e ammortizzatori telescopici coassiali | anteriori: a ruote indipendenti McPherson e barra stabilizzatrice / posteriori: a ruote indipendenti con bracci longitudinali, molle elicoidali e ammortizzatori telescopici coassiali | anteriori: a ruote indipendenti McPherson e barra stabilizzatrice / posteriori: a ruote indipendenti con bracci longitudinali, molle elicoidali e ammortizzatori telescopici coassiali |
| Freni                                                                                         | anteriori: a disco ad azionamento idraulico / posteriori: a tamburo ad azionamento idraulico e servofreno a depressione                                                                | anteriori: a disco ad azionamento idraulico / posteriori: a tamburo ad azionamento idraulico e servofreno a depressione                                                                | anteriori: a disco ad azionamento idraulico / posteriori: a tamburo ad azionamento idraulico e servofreno a depressione                                                                | anteriori: a disco ad azionamento idraulico / posteriori: a tamburo ad azionamento idraulico e servofreno a depressione                                                                | anteriori: a disco ad azionamento idraulico / posteriori: a tamburo ad azionamento idraulico e servofreno a depressione                                                                |
| Pneumatici                                                                                    | 185/70 SR 13 radiali / Cerchi: 5 1/2 J x 13 | 185/70 SR 13 radiali / Cerchi: 5 1/2 J x 13 | 185/70 SR 13 radiali / Cerchi: 5 1/2 J x 13 | 185/70 SR 13 radiali / Cerchi: 5 1/2 J x 13 | 185/70 SR 13 radiali / Cerchi: 5 1/2 J x 13 |
| Prestazioni dichiarate                                                                        | | | | | |
| Velocità: 166 km/h                                                                            | Velocità: 166 km/h | Velocità: 166 km/h | Accelerazione: 0-100 km/h in 12,8 s | Accelerazione: 0-100 km/h in 12,8 s | Accelerazione: 0-100 km/h in 12,8 s |
| Consumi                                                                                       | urbano 6,4 L/100 km; a 90 km/h 5,1 L/100 km; medio 6,6 L/100 km | urbano 6,4 L/100 km; a 90 km/h 5,1 L/100 km; medio 6,6 L/100 km | urbano 6,4 L/100 km; a 90 km/h 5,1 L/100 km; medio 6,6 L/100 km | urbano 6,4 L/100 km; a 90 km/h 5,1 L/100 km; medio 6,6 L/100 km | urbano 6,4 L/100 km; a 90 km/h 5,1 L/100 km; medio 6,6 L/100 km |
| Altro                                                                                         | | | | | |
| Note                                                                                          | velocità massima in 4a; consumi rilevati secondo norme DIN, media normalizzata | velocità massima in 4a; consumi rilevati secondo norme DIN, media normalizzata | velocità massima in 4a; consumi rilevati secondo norme DIN, media normalizzata | velocità massima in 4a; consumi rilevati secondo norme DIN, media normalizzata | velocità massima in 4a; consumi rilevati secondo norme DIN, media normalizzata |
| Fonte dei dati: Tutte le auto del mondo 1988, Editoriale Domus, Rozzano (MI), 1988, pag. 1142 | | | | | |

### Cina

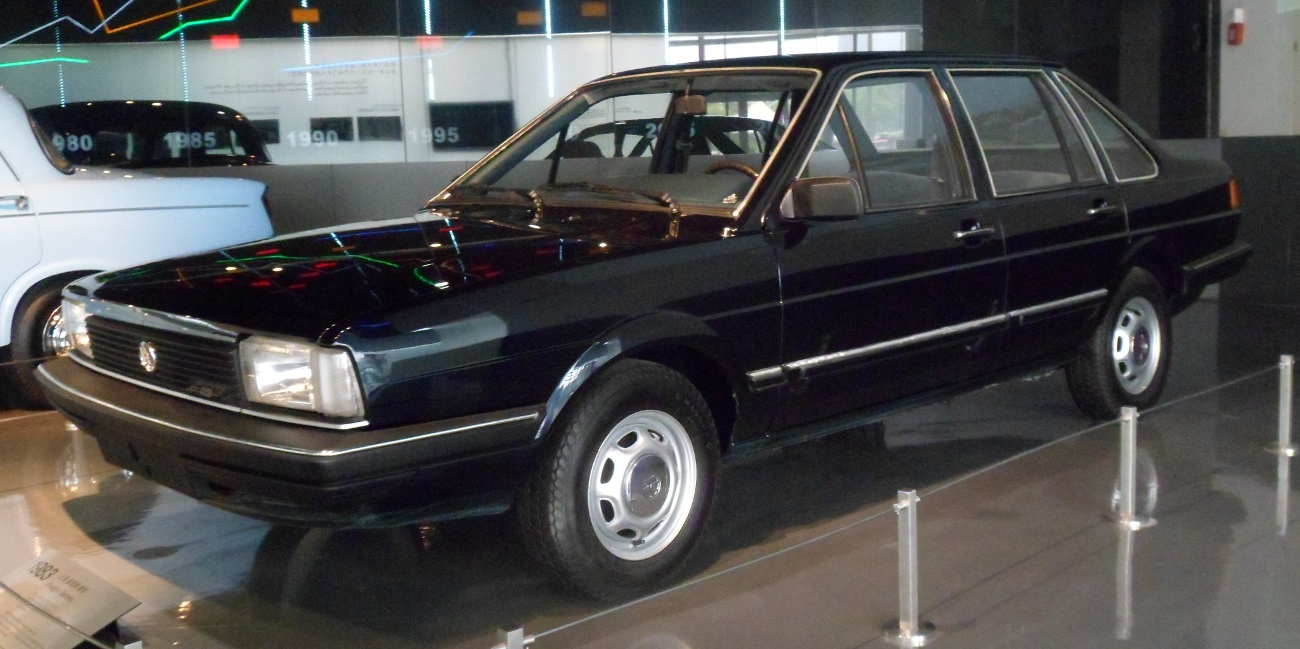
Una Volkswagen Santana cinese

La Santana è stata costruita su licenza anche dalla Shanghai Automobile Corporation: l'assemblaggio (frutto di una lunga trattativa tra Volkswagen e governo cinese conclusasi il 29 novembre 1982 con la firma di un accordo) ebbe inizio dal gennaio 1983 con parti spedite dalla Germania.
Inizialmente è stata lanciata con il motore 1,6 litri a benzina a cui si è aggiunto nel 1987 il 1,8 litri. Entrambi equipaggiati con un cambio manuale a quattro velocità. La familiare è entrata in produzione nel 1989.
La Santana è stata rielaborata più volte dall'anno in cui è stata lanciata (1983).
Alcuni aggiornamenti sono: l'iniezione elettronica Bosch, un cambio manuale a cinque rapporti, una terza luce dei freni, un miglioramento ai sedili posteriori, la frizione idraulica, radio CD/MP3 e ABS con distribuzione elettronica della frenata.
Specifiche tecniche della Santana 2007
- Motore - 1,8 litri
- Potenza massima - 70 kW/95 CV a 5400 rpm
- Coppia massima - 145 N·m a 3000 rpm
- Velocità massima - >165 km/h
- Lunghezza - 4546 mm
- Larghezza - 1710 mm
- Altezza - 1427 mm
- Interasse - 2548 mm
- Peso a secco - 1100 kg

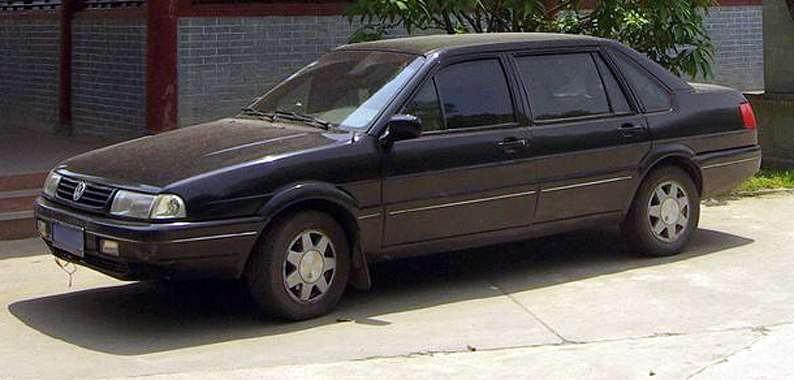
Una Volkswagen Santana 2000

Nel 1991 la Santana 2000 è stata commercializzata anche in Cina con il consenso di "Volkswagen do Brasil"
La produzione della Santana 2000 ebbe inizio nel 1995 con un interasse più lungo (2655 mm) e con la versione a cinque porte.
Specifiche Tecniche della Santana 2000 del 1997
- Motore - 1.8L
- Potenza massima - 72 kW/98 CV a 5400 rpm
- Velocità massima - 172 km/h
- Lunghezza - 4680 mm
- Larghezza - 1700 mm
- Altezza - 1420 mm
- Interasse - 2655 mm
- Peso a secco - 1120 kg

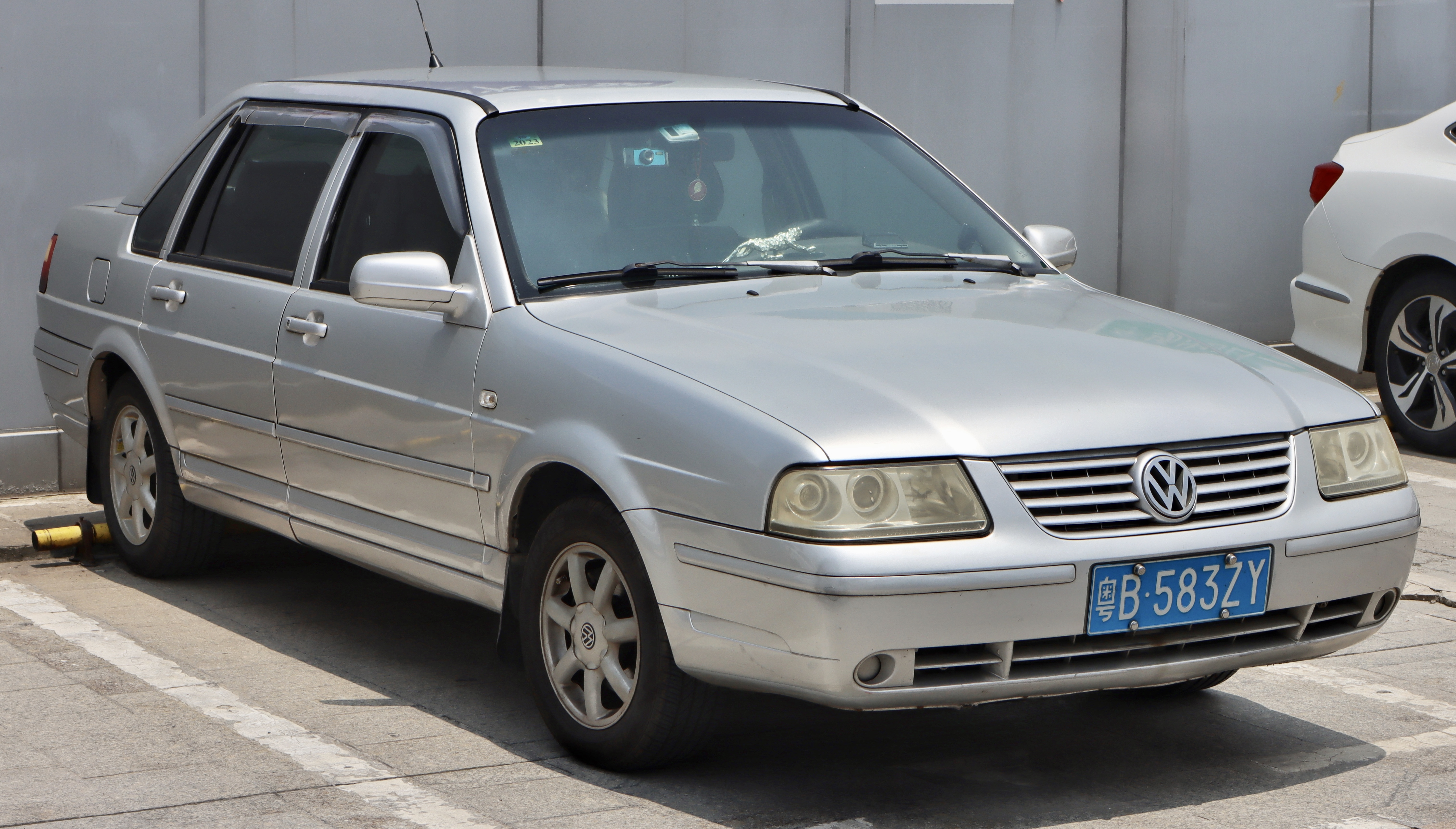
Una Volkswawgen Santana 3000

Nel 2004 la Santana 3000 succedette alla Santana 2000. La Santana 3000 era la prima auto disegnata interamente dalla Volkswagen di Shanghai. La Santana 3000 era anche la prima Santana sviluppata in Cina ad avere come optional l'ABS con distribuzione elettronica della frenata, un differenziale gestito elettronicamente, un display multifunzione e un tettuccio apribile disegnato dalla compagnia tedesca Webasto. Il 2 litri è stato aggiunto alla gamma dei motori a luglio del 2006
Specifiche Tecniche della Santana 3000 1.8L del 2007
- Motore - 1.8L
- Potenza massima - 74 kW/100 CV a 5200 rpm
- Coppia massima - 155 N·m a 3800 rpm
- Velocità massima - 178–187 km/h
- Lunghezza - 4687 mm
- Larghezza - 1700 mm
- Altezza - 1450 mm
- Interasse - 2656 mm
- Peso a secco - 1220–1248 kg

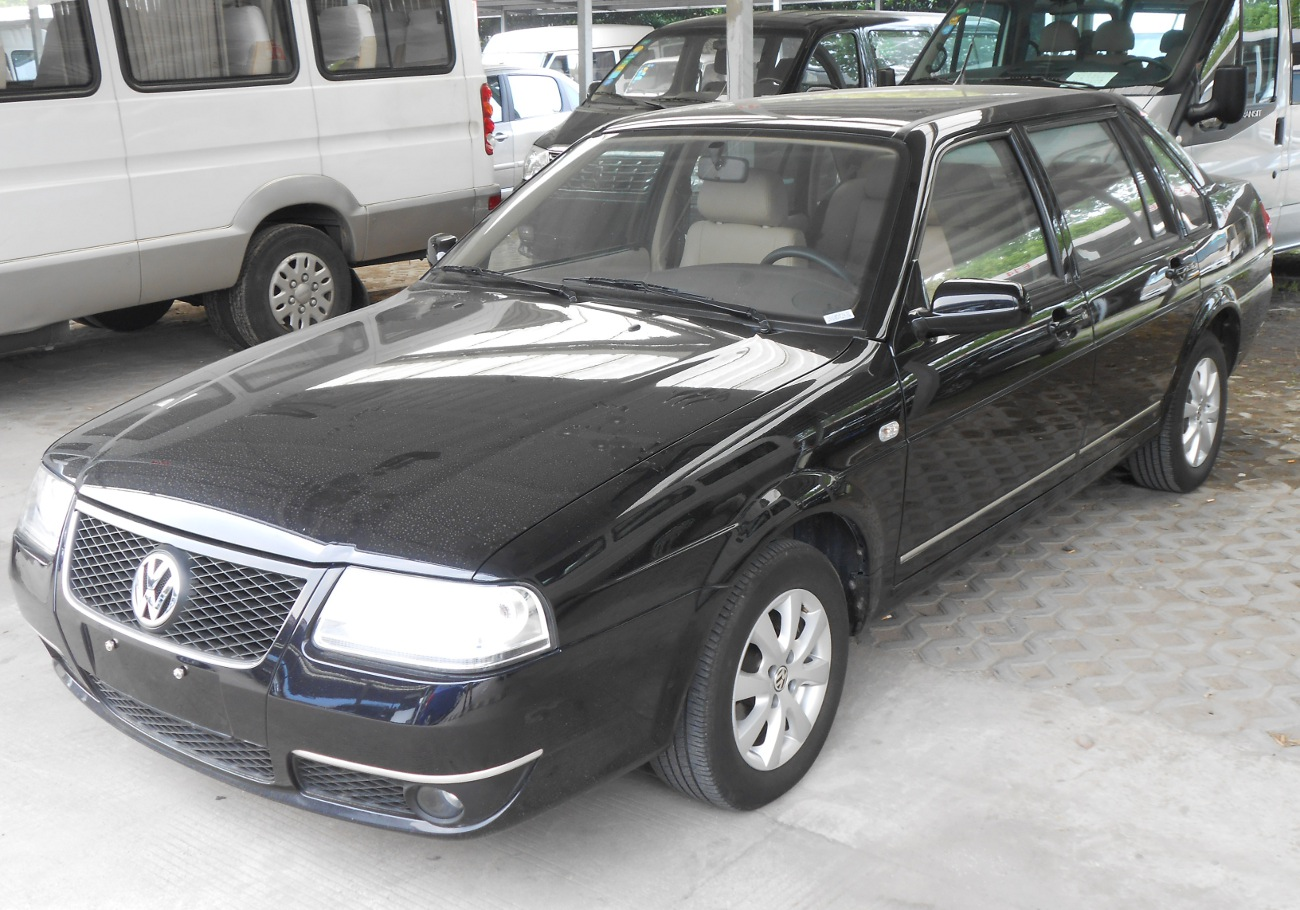
Una Volkswagen Santana Vista

A gennaio 2008, la Volkswagen di Shanghai ha rilasciato La Santana Vista (Zhijun) e la Santana Vista Taxi (Changda) con qualche leggera modifica al telaio e all'estetica dell'anteriore e del posteriore.
Specifiche Tecniche della Santana Vista 2.0L del 2008
- Motore - 2 litri
- Potenza massima - 80 kW/109 CV a 5000 rpm
- Coppia massima - 168 N·m a 3800 rpm
- Velocità massima - 185–192 km/h
- Lunghezza - 4687 mm
- Larghezza - 1700 mm
- Altezza - 1450 mm
- Interasse - 2656 mm
- Una Santana giapponesePesa a secco - 1228–1263 kg

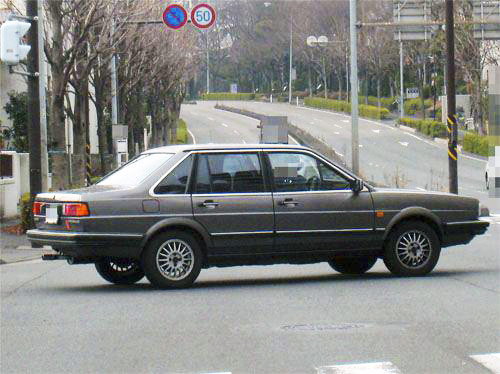
Una Santana giapponese

Attualmente, sia la Santana disegnata in Germania, sia la Vista, sono in vendita in Cina e sono tra i veicoli più popolari tra i tassisti e i veicoli più utilizzati dalla polizia.

### Giappone
Dal febbraio 1984 la Santana fu prodotta anche in Giappone dalla Nissan sotto licenza. La componentistica era per la maggior parte della Volkswagen, ma alcune parti (come i tergicristalli) erano Nissan.